# Hispano-Suiza 8

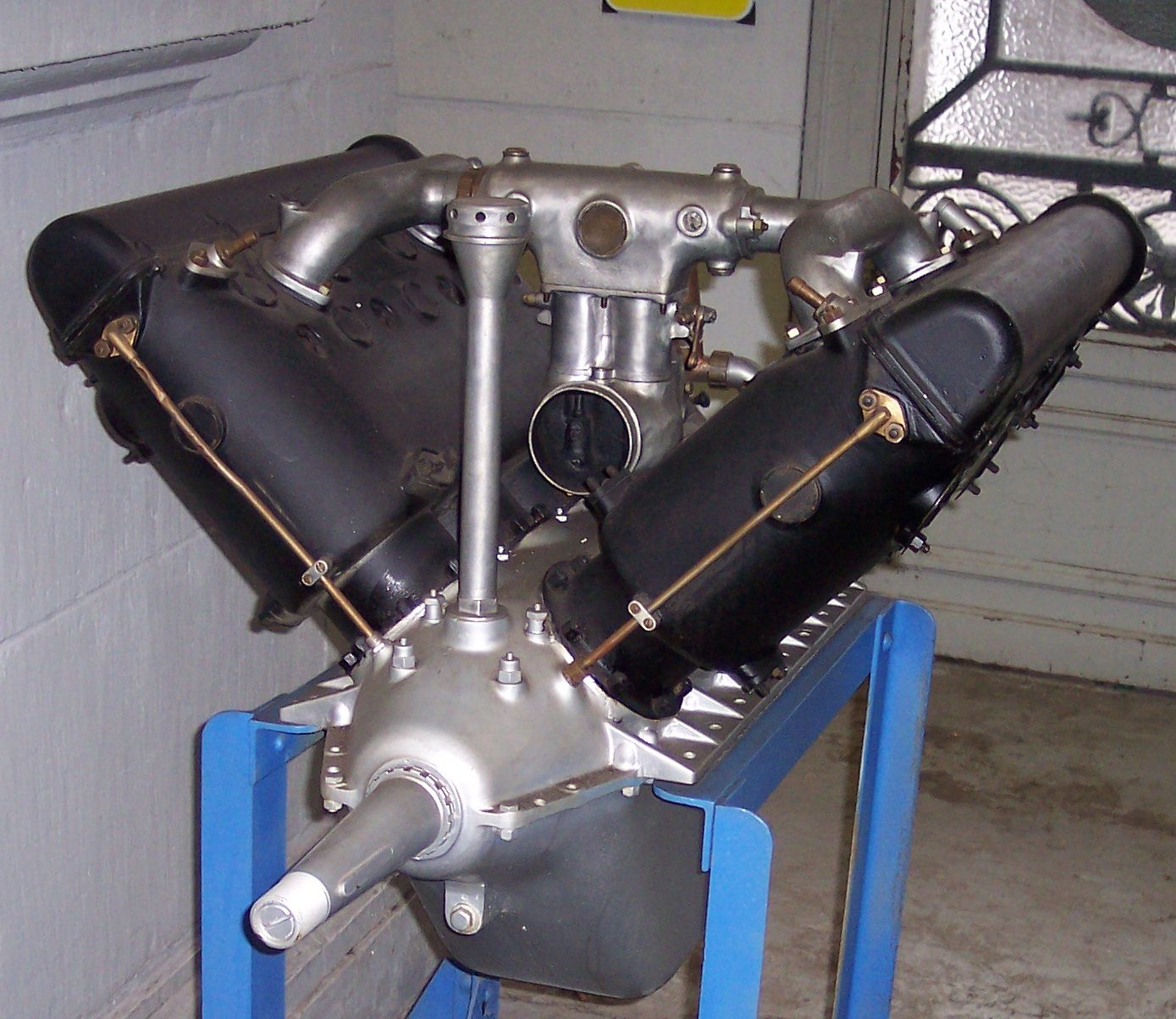
Hispano-Suiza 8A

Der Hispano-Suiza 8 (HS 8) ist ein Flugmotor des spanischen Herstellers La Hispano-Suiza. Es handelt sich um einen wassergekühlten Achtzylinder-V-Motor mit 90° Bankwinkel.

## Geschichte
Das Triebwerk wurde Ende 1914 von dem Schweizer Ingenieur Marc Birkigt entworfen, der 1904 in Barcelona das Unternehmen zusammen mit dem Spanier Damian Mateu gegründet hatte. 1911 wurde in Levallois-Perret bei Paris ein zweites Werk eingerichtet. Bis Kriegsbeginn baute Hispano-Suiza nur Automobile und fertigte die Motoren selbst. Erst im Dezember 1914 entschlossen sich die Inhaber, auch Flugmotoren zu bauen. Der erste war ein Vierzylinder-Reihenmotor; mit zwei Zylinderreihen entstand daraus der HS 8.
Besonderes Merkmal des im Februar 1915 auf den Prüfstand gekommenen ersten Motors HS 8A waren die aus Aluminiumguss in einem Stück gefertigten Zylinderbänke, in welche die Zylinderlaufbuchsen aus Stahl eingeschraubt waren. Das Kurbelgehäuse war horizontal geteilt. Jede der beiden Zylinderreihen hatte eine obenliegende Nockenwelle mit Königswellenantrieb. Je ein Einlass- und Auslassventil pro Zylinder wurden von der Nockenwelle über Tassenstößel betätigt.
Das Triebwerk wurde, nach dem es den Abnahmelauf am 21. Juli 1915 erfolgreich bestanden hatte, von 1915 an in Frankreich gefertigt. Von dieser ersten, 140 PS leistenden Version wurden nur 50 Motoren hergestellt, die mit einem Claudel-Doppelvergaser ausgerüstet waren. Ab Oktober 1915 wurde die mit einem Zenith-Doppelvergaser ausgerüstete, auf 150 PS gebrachte Ausführung HS 8Aa fertiggestellt, für die Großbritannien, Italien, Japan, Russland, die Schweiz und auch die USA die Nachbaurechte erwarben und den Motor in großer Stückzahl produzierten. Die Gesamtzahl dieser Ausführung betrug etwa 6000 Einheiten. In Großbritannien wurde die Version HS 8Aa als Wolseley Viper hergestellt und unter anderem in der Royal Aircraft Factory S.E.5 verwendet.
Die verbesserte Ausführung HS 8Ab wurde ab November 1916 geliefert und leistete durch höhere Kompression 180 PS. Diese Ausführung wurde zunächst hauptsächlich von der französischen Marine eingesetzt. Insgesamt wurden davon 11.320 Stück in Frankreich hergestellt, dazu kamen nochmals 1.853 Stück bei Wolseley. Beide Ausführungen wurden u. a. in der SPAD S.VII verwendet.
Im April 1917 kam der Hispano-Suiza 8B mit 200 PS, später 235 PS, und einem serienmäßigen Untersetzungsgetriebe heraus. Mit dieser Version wurde auch die SPAD S.XIII ausgerüstet. Mit insgesamt etwa 21000 gebauten Einheiten, die bei einer großen Zahl von Lizenznehmern entstanden, war dies einer der meistverwendeten Motoren des Ersten Weltkriegs.
Um die Leistung weiter zu steigern, wurde der Hubraum vergrößert. So entstand der HS 8F mit 300 PS, der auch in den USA von der Wright-Martin Aircraft Company und deren Nachfolgern produziert wurde. Von dieser letzten Ausführung wurden etwa 9000 Stück gefertigt, davon 6000 in den USA.
Um noch höhere Leistungen zu realisieren, begann im Jahr 1919 die Entwicklung des Hispano-Suiza 12.

## Technische Daten
| Hispano-Suiza | 8A     | 8Aa    | 8Ab    | 8B      | 8F     |
| ------------- | ------ | ------ | ------ | ------- | ------ |
| Bohrung [mm]  | 120    | 120    | 120    | 120     | 140    |
| Hub [mm]      | 130    | 130    | 130    | 130     | 150    |
| Hubraum [cm³] | 11.760 | 11.760 | 11.760 | 11.730  | 18.500 |
| Verdichtung   | 4,7    | 4,7    | 5,3    | 5,3     | 5,3    |
| Länge [m]     | 1,19   | 1,25   | 1,31   | 1,36    | 1,32   |
| Breite [m]    | 0,81   | 0,83   | 0,85   | 0,86    | 0,89   |
| Höhe [m]      | 0,77   | 0,81   | 0,87   | 0,90    | 0,88   |
| Masse [kg]    | 195    | 215    | 230    | 236     | 256    |
| Leistung [PS] | 140    | 150    | 180    | 200/235 | 300    |
| bei Drehzahl  | 1900   | 2000   | 2100   | 2300    | 2100   |